# Phyllonorycter hilarella
Phyllonorycter hilarella är en fjärilsart som först beskrevs av Zetterstedt 1839.  Phyllonorycter hilarella ingår i släktet guldmalar, och familjen styltmalar.
Artens utbredningsområde är:
- Österrike.
- Belgien.
- Luxemburg.
- Estland.
- Lettland.
- Litauen.
- Tjeckien.
- Slovakien.
- Danmark.
- Finland.
- Frankrike.
- Tyskland.
- Ungern.
- Irland.
- Italien.
- Nederländerna.
- Norge.
- Polen.
- Portugal.
- Rumänien.
- Spanien.
- Sverige.
- Schweiz.
- Ukraina.

Inga underarter finns listade i Catalogue of Life.